# 西亚足球协会
西亚足球协会（英語：West Asian Football Federation, WAFF），是亞洲足球聯盟的地區分支機構，创立于2001年，现有12个国家的足球协会会员，主要赛事为西亞足球錦標賽。

## 成員國
西亚足球协会现有12个会员协会。
- 巴林足球協會
- 伊拉克足球協會
- 約旦足球協會
- 科威特足球協會
- 黎巴嫩足球協會
- 阿曼足球協會
- 巴勒斯坦足球協會
- 卡達足球協會
- 沙特阿拉伯足球協會
- 敘利亞足球協會
- 阿拉伯聯合酋長國足球協會
- 也門足球協會

伊朗足球協會是创始会员，2014年退出并参与创建中亚足球协会。

## 赛事
西亚足球协会主办多项足球及室内足球赛事。
- 西亞足球錦標賽（男子、女子、青年）
- 西亚室内足球锦标赛（男子、女子）

## 外链
- 官方网站（页面存档备份，存于）（阿拉伯文）（英文）